# Seitarō Kitayama
Seitarō Kitayama (北山 清太郎 Kitayama Seitarō?, 1888 – 2 de febrero de 1945) fue uno de los primeros directores de animación japonesa cuyo trabajo incluye los primeros ejemplos de producción comercial de anime. Yoshirō Irie, un investigador en el Centro Nacional de Cine de Japón, lo llamó uno de los padres del anime.

## Obras
- Sarukani-gassen (1917)[2]
- Yume no jidōsha (1917)[2]
- Neko to nezumi (1917)[2]
- Itazura posuto (1917)[2]
- Hanasaka-jiji (1917)[2]
- Chokin no susume (1917)[2]
- (Otogibanashi–) Bunbuku chagama (1917)[2]
- Shitakire suzume (1917)[2]
- Kachikachiyama (1917)[2]
- Chiri mo tsumoreba yama to naru (1917)[2]
- Urashima Tarō (1918)[2]
- Momotarō (1918)[2]
- Tarou no Banpei Senkoutei no Maki (1918)[2]